# フリオ・セサル・ロメロ
フリオ・セサル・ロメロ（Julio César Romero, 1960年8月28日 - ）は、パラグアイ出身の元同国代表サッカー選手。ポジションはミッドフィールダー。ロメリート（Romerito）の愛称で親しまれた。
パラグアイ史上最高の選手の一人である。2004年にはペレによってFIFA 100に選出された。

## 経歴

### 選手時代
1977年に地元のスポルティーボ・ルケーニョからデビュー。1979年にはU-20パラグアイ代表としてFIFAワールドユース選手権に出場し、同い年のディエゴ・マラドーナ（アルゼンチン）とともに大会最高の選手のひとりとみなされた。同年にはパラグアイA代表としてコパ・アメリカ1979に出場し、パラグアイは26年ぶりの優勝を果たした。1980年には北米サッカーリーグ(NASL)のニューヨーク・コスモスに移籍して巨額の年俸を得て、カルロス・アウベルトやフランツ・ベッケンバウアーなどの偉大な選手たちとともにプレーした。1984年にはブラジル・セリエAのフルミネンセFCに移籍し、ボーラ・ジ・プラッタを受賞。翌年にはクラブをセリエA優勝に導いてサポーターに愛され、南米年間最優秀選手賞を受賞した。1986 FIFAワールドカップ・南米予選ではパラグアイの28年ぶり（7大会ぶり）の本大会出場の立役者となり、メキシコで開催された本大会ではファーストラウンドのイラク戦と地元メキシコ戦で得点した。1980年代後半には短期間だけスペインのFCバルセロナやメキシコのプエブラFCに在籍し、1990年にパラグアイに帰国した。古巣スポルティーボ・ルケーニョ、オリンピア、クラブ・セロ・コラなどでプレーし、チリのデポルテス・ラ・セレーナにも在籍した。

### 現役引退後
コロラド党員として地元ルケで政治活動を行っており、市の相談役となっている。2006年9月には、ピルセン・ロック(Pilsen Rock)というパラグアイのミュージックフェスティバルでロックシンガーとしてのデビューを飾った。人気バンドのレボルベール(Revolber)のステージにゲストとして登壇すると、40,000人の観客の前でシエテ・エルマノス、ウノ・ミシール(Siete hermanos, 1 misil)の冒頭部分を歌った。

## タイトル

### クラブ
- ニューヨーク・コスモス

北米サッカーリーグ (2) : 1980, 1982
- フルミネンセFC

セリエA (1) : 1984
リオデジャネイロ州選手権 (2) : 1984, 1985
- FCバルセロナ

UEFAカップウィナーズカップ (1) : 1989
- オリンピア

トルネオ・レプブリカ (1) : 1992

### 代表
- パラグアイ代表

コパ・アメリカ (1) : 1979

### 個人
- ボーラ・ジ・プラッタ (1) : 1984
- 南米年間最優秀選手賞 (1) : 1985
- 南米年間ベストイレブン : 1986
- リーガ・パラグアージャ得点王 (1) : 1990
- FIFA 100 : 2004